# Vivien Keszthelyi
Vivien Keszthelyi (Debrecen, 7 dicembre 2000) è una pilota automobilistica ungherese, nonché la più giovane pilota donna ad essere arrivata sul podio stagionale in un campionato internazionale GT4.

## Carriera

### Inizi
Si è interessata alle auto all'età di quattro anni, iniziando a giocare con le jeep giocattolo e rifiutando le bambole che le venivano regalate.
Quando aveva 12 anni ha visitato il Red Bull Ring, dove ha visto un Gran Premio dal vivo per la prima volta in vita sua. È allora che ha capito che desiderava fare corse automobilistiche.

### 2014: il permesso speciale
A causa della sua giovane età, Vivien ha necessitato di un apposito permesso per poter gareggiare nella serie FIA Swift Cup Europe, dove si è classificata terza nella categoria junior e sesta nella classifica comprensiva degli adulti.
Vedendo i suoi risultati eccezionali, il promotore della Suzuki Cup Austria ha optato per invitarla come unica pilota ungherese a una delle gare maschili della serie austriaca, in cui ha chiuso al quarto posto.

### 2015: nuovamente alla Swift Cop Europe
La sua seconda stagione alla FIA Swift Cup Europe si è conclusa con un terzo posto assoluto, nonché un secondo posto nella categoria junior, fregiandosi della prima posizione nella categoria femminile.

### 2016: due volte campionessa ungherese adulta di Gran Turismo
Il talento di Keszthelyi ha suscitato l'interesse dell'Audi Sport Racing Academy, laddove competerà nel 2016, 
risultande ta l'unica dselezionaoa fraa tra i tre piselezionati dai talent scout magiari.anni.
Sempre nel 2016 cambia categoria e approda al volante di un'Audi TT da 350 cavalli, nel Campionato di auto da Corsa Grande Turismo della FIA Central European Zone. Già alla fine della prima stagione giunge al primo posto sia nella categoria sprint (breve distanza) sia nell'endurance (lunga distanza), laureandosi così ad appena 15 anni come duplice campionessa ungherese.
Al termine della stagione ha ottenuto il 60° podio e la 25ª vittoria in sole 60 gare della sua carriera.

### 2017: la più giovane segnatrice di punti ungherese in una serie internazionale
Nel 2017 ha proseguito la sua carriera nell'Audi Sport TT Cup, ove per la prima volta ha vissuto la "lotta corpo a corpo" offerta dalle feroci bagarre dovute alle vetture alla pari.
Durante la stagione è riuscita a portare a termine 7 gare su 13 per motivi indipendenti dalla sua volontà (incidenti o penalità per errore di comunicazione). Tuttavia ha concluso il campionato al 13º posto, raccogliendo 65 punti, rendendosi la più giovane persona segnatrice punti nella storia del motorsport ungherese in termini di serie internazionali.

### 2018: la più giovane di tutti i tempi sul podio GT4
Nel 2018 disputa la Audi Sport Seyffarth R8 LMS GT Cup, guidando per la prima volta un'auto da corsa a trazione posteriore, e salendo di livello, siccome a bordo di un motore da 5200 cc, V10 e dotato di quasi 500 cavalli.
Con il suo sorpasso nell'ultimo giro dell'ultimo weekend di gara della stagione, ha vinto un campionato nella categoria Rookie e una medaglia d'argento nella categoria assoluta. Con questo è diventata la più giovane donna in una corsa automobilistica di tutti i tempi nella categoria internazionale GT4 (big touring car) ad essere salita sul podio finale.

### 2019: Formula 3 Campionato Asiatico
Il 2 gennaio 2019 diventa ufficiale che Keszthelyi correrà la F3 Asian Championship Winter Series certificata dalla FIA, come pilota di BlackArts Racing.
Alla partenza della manifestazione è diventata il più giovane pilota nella storia del motorsport ungherese, capace di raggiungere la categoria internazionale di Formula 3, nonché la prima donna a riuscirvi.
Nella prima serie di Formula 3 della sua vita ha segnato punti in 5 gare su 9, per un totale di 13, con i quali ha concluso al 13º posto diventando la pilota automobilistica ungherese più giovane e dal maggior successo di sempre nella categoria.

### F3W Series

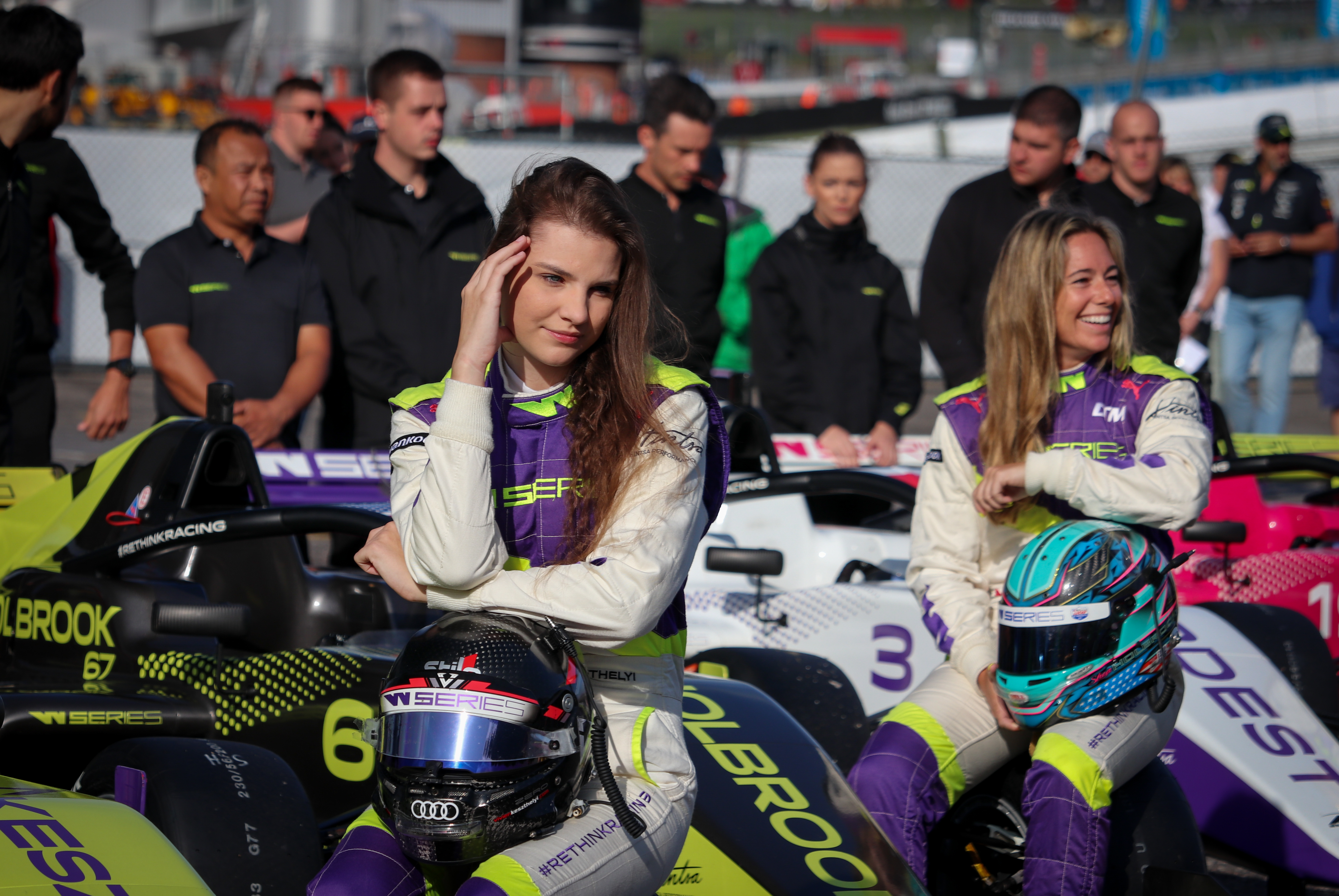
Vivien nella W series

Delle 100 concorrenti iniziali ne sarebbero state selezionate 18 che avrebbero preso parte alla W Series, massimo torneo femminile mondiale, appena creato.
Keszthelyi si è piazzata 28esima, venendo comunque scelta come collaudatrice ufficiale a contratto, inoltre pilota di riserva per la W Series 2019, dove sarà nuovamente tra le più giovani.
A causa dell'infortunio di Emma Kimiläinen, Vivien ha debuttato nella gara a Zolder; tuttavia al secondo giro ha subìto un incidente che l'ha costretta al ritiro.
Nella sua seconda garò, a Misano, hà concluso al 0 ° pos e ha ,uadagnatodo il suo primo punto. Nell'ultima gara della stagione è stata in grado di ripartire presso la pista di Brands Hatch in Inghilterra. Partendo dalla diciassettesima posizione, è arrivata 14ª. Ha concluso al 17º posto nella classifica a punti della serie.
Con i suoi risultati nella stagione 2019 di Formula 3, è diventata la pilota di maggior successo nella storia del motorsport ungherese femminile nella categoria.
Il 6 agosto 2020 Carlin Motorsport ha stipulato un contratto di cooperazione triennale con Keszthelyi.

## Fuori dal campo
Sin dall'inizio della sua carriera tiene conto degli affari di beneficenza e negli anni ha costantemente aumentato il suo ruolo sociale:
- così è diventata Campionessa UNICEF,[36]
- e l'ambasciatrice sportiva della Fondazione Sorriso.[37]

È un membro attivo del movimento mondiale chiamato Dare to be Different, fondato da Susie Wolff, moglie di Toto Wolff, team leader presso la scuderia Mercedes di Formula 1. Il movimento mira ad aiutare le giovani donne che immaginano il loro futuro nel motorsport come pilota, ingegnere di gara o capo di una squadra con tutti i possibili strumenti e programmi.
Oltre agli esseri umani, anche il benessere degli animali è fondamentale per la sua vita. Alla WWF, ha adottato una tigre bianca e un panda, richiamando anche così l'attenzione sulle specie degli animali in via di estinzione.
A dicembre 2017 ha iniziato a ottenere la patente necessaria per guidare un elicottero, così potrà diventare la più giovane pilota di elicottero nella storia dell'Ungheria.
Nell'ottobre 2018, l'organizzazione ungherese UNICEF nell'ambito di un importante evento stampa ha annunciato di aver scelto Vivien Keszthelyi come campionessa dell'UNICEF. Vivien, in qualità di Campionessa UNICEF, desidera richiamare l'attenzione sull'importanza del ridurre la mortalità infantile e sostenere l'immunizzazione dei bambini.
Visita spesso altre serie, come la Blancpain GT Series, o l'ADAC GT Masters o i weekend di corse di Formula Uno, e appare regolarmente agli eventi organizzati o sponsorizzati dall'Audi Ungheria.
Sebbene la parte più significativa della sua vita sia legata all'allenamento e alle corse, le piace suonare il pianoforte e andare a cavallo nel tempo libero.

## Risultati
| Stagione | Serie                           | Team                  | Gare | Vittorie | Pole | GpV | Podio | Punti | Pos. |
| -------- | ------------------------------- | --------------------- | ---- | -------- | ---- | --- | ----- | ----- | ---- |
| 2014     | Suzuki Swift Cup Europe         | Oxxo Motorsport       | 12   | 0        | 0    | 2   | 4     | ?     | 6°   |
| 2015     | Suzuki Swift Cup Europe         | Oxxo Motorsport       | 20   | 2        | 1    | 3   | 10    | ?     | 3°   |
| 2016     | Central European Zone Trophy    | Team VRS              | 12   | 10       | ?    | ?   | 12    | ?     | 1°   |
| 2017     | Audi Sport TT Cup               | N/A                   | 11   | 0        | 0    | 0   | 0     | 65    | 13°  |
| 2018     | Audi Sport Seyffarth R8 LMS Cup | Team VRS              | 12   | 0        | 0    | 0   | 3     | 129   | 2°   |
| 2019     | F3 asiatica – Winter Series     | BlackArts Racing Team | 9    | 0        | 0    | 0   | 0     | 13    | 13°  |
| 2019     | W Series                        | Hitech Grand Prix     | 5    | 0        | 0    | 0   | 0     | 1     | 17°  |
| 2021     | Euroformula Open                | Motopark              | 12   | 0        | 0    | 0   | 0     | 12    | 20°  |

### F3 asiatica
| 8 | 11 | 9 | 9 | 11 | 10 | Ret | Ret | 10 |

## Premi e riconoscimenti
2019: pilota femminile dell'Anno